# 真島利行

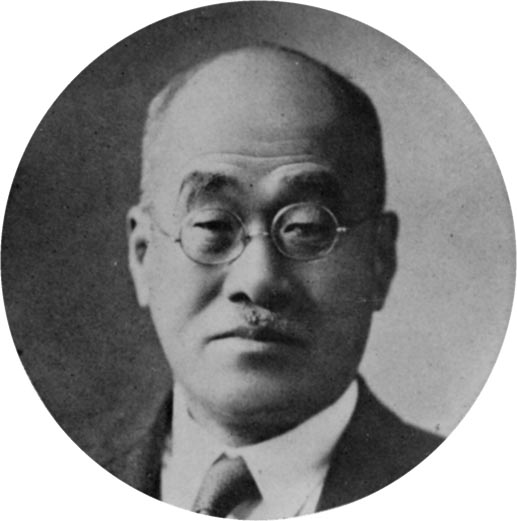
真島利行

真島 利行（まじま としゆき/りこう、1874年（明治7年）11月13日 - 1962年（昭和37年）8月19日）は、日本の有機化学者。大阪帝国大学総長などを歴任。

## 来歴・人物
京都市生まれ。京都府中学を経て上京。共立学校など数校の進学予備校に学び第一高等中学校入学。のち、東京帝国大学理科大学卒業後、同大助手、1903年に助教授。1907年からドイツ、イギリスに留学し、後にノーベル化学賞を受賞したリヒャルト・ヴィルシュテッターらの下で研究を行う。
帰国後、1911年に東北帝国大学理科大学教授に就き、1917年には漆の主成分ウルシオールの構造決定および合成に成功した。同1917年に理化学研究所主任研究員を兼任。1926年に東北帝国大学理学部長となる。さらに1929年からは東京工業大学教授、1930年からは北海道帝国大学教授、1932年からは大阪帝国大学理学部教授・学部長を兼任。続く1933年からは大阪帝国大学の専任となる。1934年6月1日、東北帝国大学名誉教授の称号を授けられた。1943年から大阪帝大総長に就任。1949年には文化勲章受章。
日本人女性として初めて化学者となった黒田チカも東北帝国大学理科大学時代に利行の指導を受けた。

## 資料
- 東北大学史料館 - 「真島利行文書」（1910 - 1950年代の日記、絵葉書など）が保存・公開されている。
- 黒田光太郎編『東北大学史料館　黒田チカ資料目録』2017年3月（教え子である黒田チカに宛てた真島の書簡が翻刻紹介されている。）

| 学職                   | 学職                                           | 学職                     |
| ---------------------- | ---------------------------------------------- | ------------------------ |
| 先代 （新設）          | 日本化学研究会理事長 1926年 - 1955年           | 次代 藤瀬新一郎          |
| 先代 （新設）          | 産業科学研究所長事務取扱 1939年 - 1943年       | 次代 鉛市太郎 所長       |
| 先代 柴田雄次 鈴木庸生 | 日本化学会会長 1942年 - 1943年 1934年 - 1935年 | 次代 武原熊吉 鮫島実三郎 |
| 先代 （新設）          | 大阪帝国大学理学部長 1932年 - 1939年           | 次代 八木秀次            |
| 先代 （新設）          | 北海道帝国大学理学部長 1930年 - 1931年         | 次代 田所哲太郎          |
| 先代 藤原松三郎        | 東北帝国大学理学部長 1926年 - 1928年           | 次代 小林巌              |